# ماريا باساراب
ماريا باساراب (بالروسية: Басараб, Мария Александровна) مواليد 19 يناير 1990، هي لاعبة كرة يد روسية تلعب كحارس مرمى. مثلت منتخب روسيا لكرة اليد للسيدات.

## سجل المنافسة
شاركت في البطولات التالية:
- بطولة أوروبا لكرة اليد للسيدات 2012